# Miles Ukaoma
Miles Ukaoma (ur. 21 lipca 1992) – nigeryjski lekkoatleta specjalizujący się w biegach płotkarskich.
Do 2014 roku reprezentował Stany Zjednoczone. Po zmianie barw narodowych wystartował na igrzyskach Wspólnoty Narodów oraz zdobył srebrny medal mistrzostw Afryki w sztafecie 4 × 400 metrów. Uczestnik mistrzostw świata w Pekinie (2015) oraz igrzysk olimpijskich w Rio de Janeiro (2016).
Złoty medalista mistrzostw kraju oraz czempionatu NCAA. Reprezentant Nigerii na IAAF World Relays.
Rekord życiowy w biegu na 400 metrów przez płotki: 48,84 (31 lipca 2015, Warri).

## Osiągnięcia
| Rok  | Impreza                    | Miejsce        | Konkurencja                     | Lokata     | Wynik   |
| ---- | -------------------------- | -------------- | ------------------------------- | ---------- | ------- |
| 2014 | Igrzyska Wspólnoty Narodów | Glasgow        | sztafeta 4 × 400 metrów         | 7. miejsce | 3:04,86 |
| 2014 | Mistrzostwa Afryki         | Marrakesz      | bieg na 400 metrów przez płotki | 6. miejsce | 50,40   |
| 2014 | Mistrzostwa Afryki         | Marrakesz      | sztafeta 4 × 400 metrów         | 2. miejsce | 3:03,09 |
| 2015 | IAAF World Relays          | Nassau         | sztafeta 4 × 400 metrów         | eliminacje | 3:06,92 |
| 2015 | Mistrzostwa świata         | Pekin          | bieg na 400 metrów przez płotki | eliminacje | 49,38   |
| 2016 | Mistrzostwa Afryki         | Durban         | bieg na 400 metrów przez płotki | –          | DQ      |
| 2016 | Igrzyska olimpijskie       | Rio de Janeiro | bieg na 400 metrów przez płotki | eliminacje | 49,84   |